# Torneträsk
Der Torneträsk (samisch Duortnosjávri, finnisch Torniojärvi) ist ein See in der nordschwedischen Provinz Norrbottens län und der historischen Provinz Lappland. Bezüglich seiner Fläche von 330 km² liegt er in Schweden an sechster Stelle. Südwestlich des Sees liegen der Nationalpark Abisko und das UNESCO-Naturerbe Laponia.
Der See liegt auf 341 m ö.h. in einer vom Inlandeis geschaffenen Senke, er ist 70 km lang und bis zu 168 m tief. Der Torneträsk ist gewöhnlich von Dezember bis Mitte Juni mit Eis bedeckt, doch es kommen jährliche Schwankungen vor. Der größte Zufluss heißt Abiskojåkka und den Abfluss bildet der Torne älv.
Südlich des Sees verläuft über große Strecken die Europastraße 10 sowie die Erzbahn. Westlich liegen die Ortschaften Abisko und Björkliden.

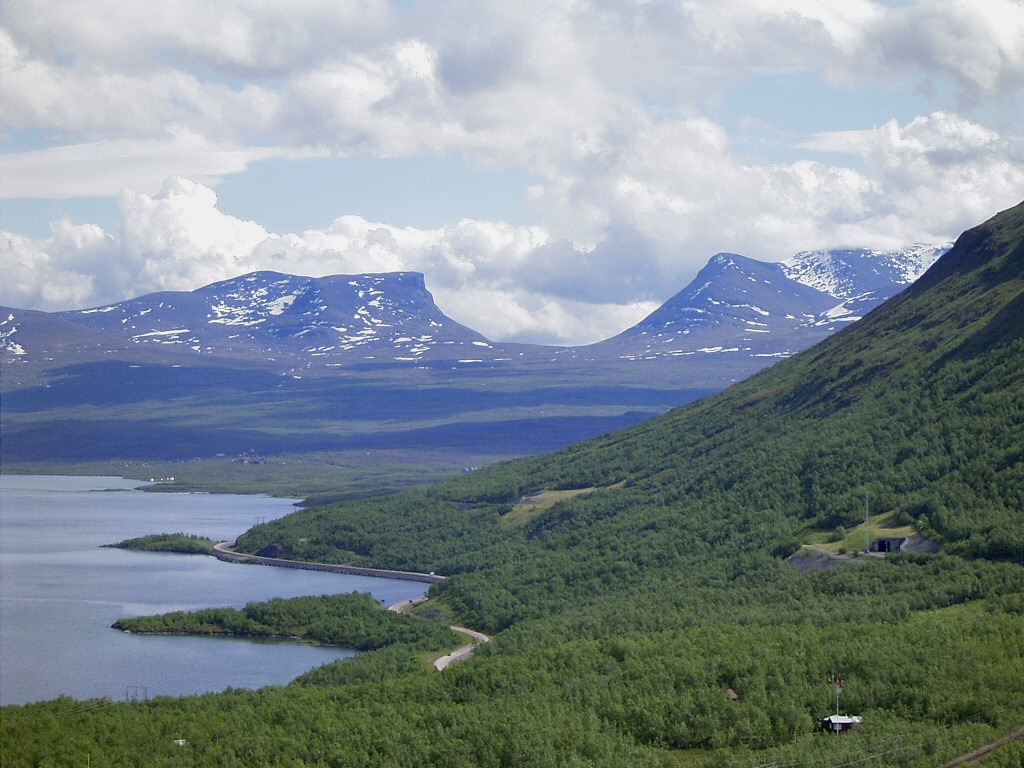
Blick auf Teile des Torneträsk, im Hintergrund Lapporten
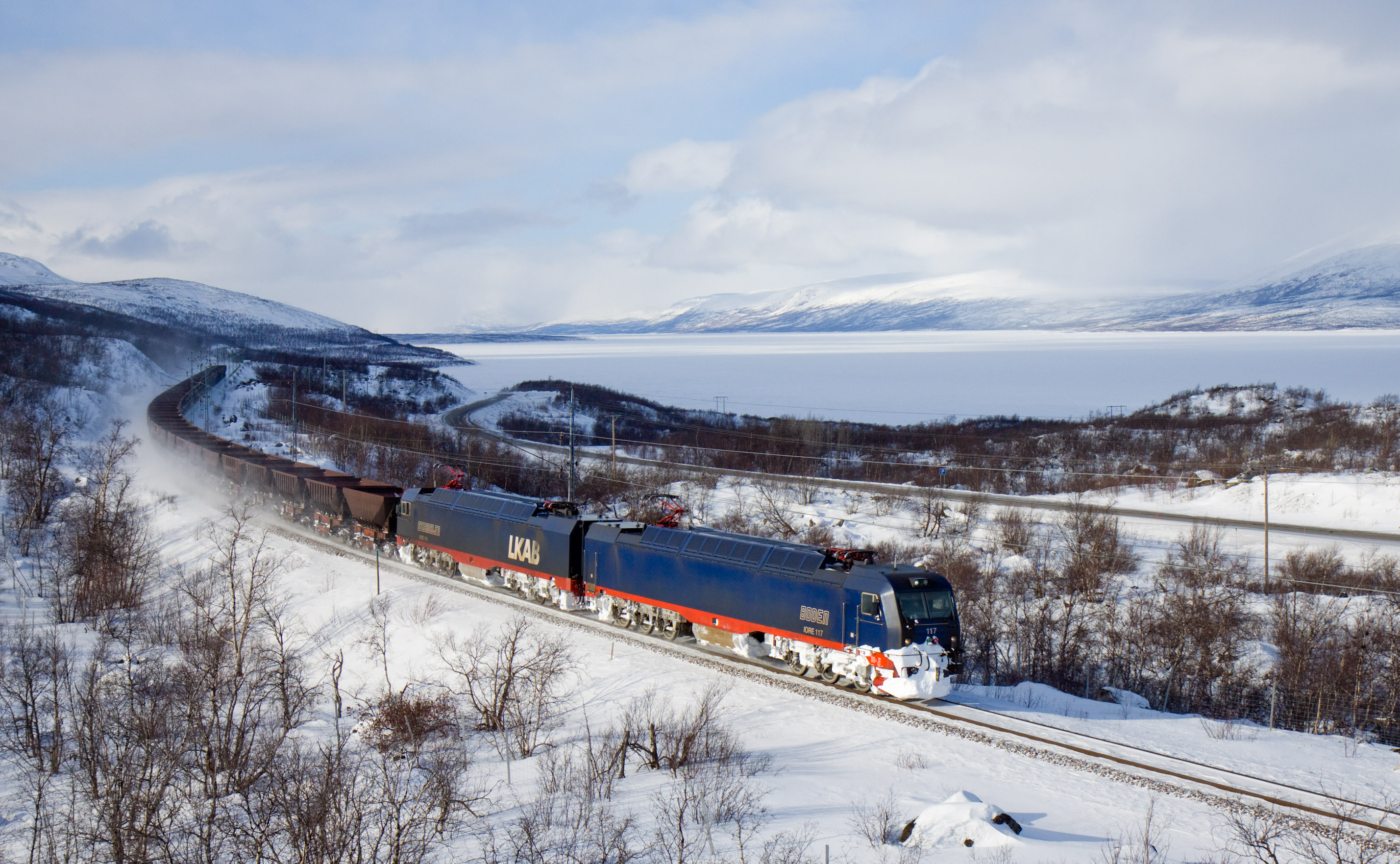
IORE mit leerem Erzzug am Torneträsk
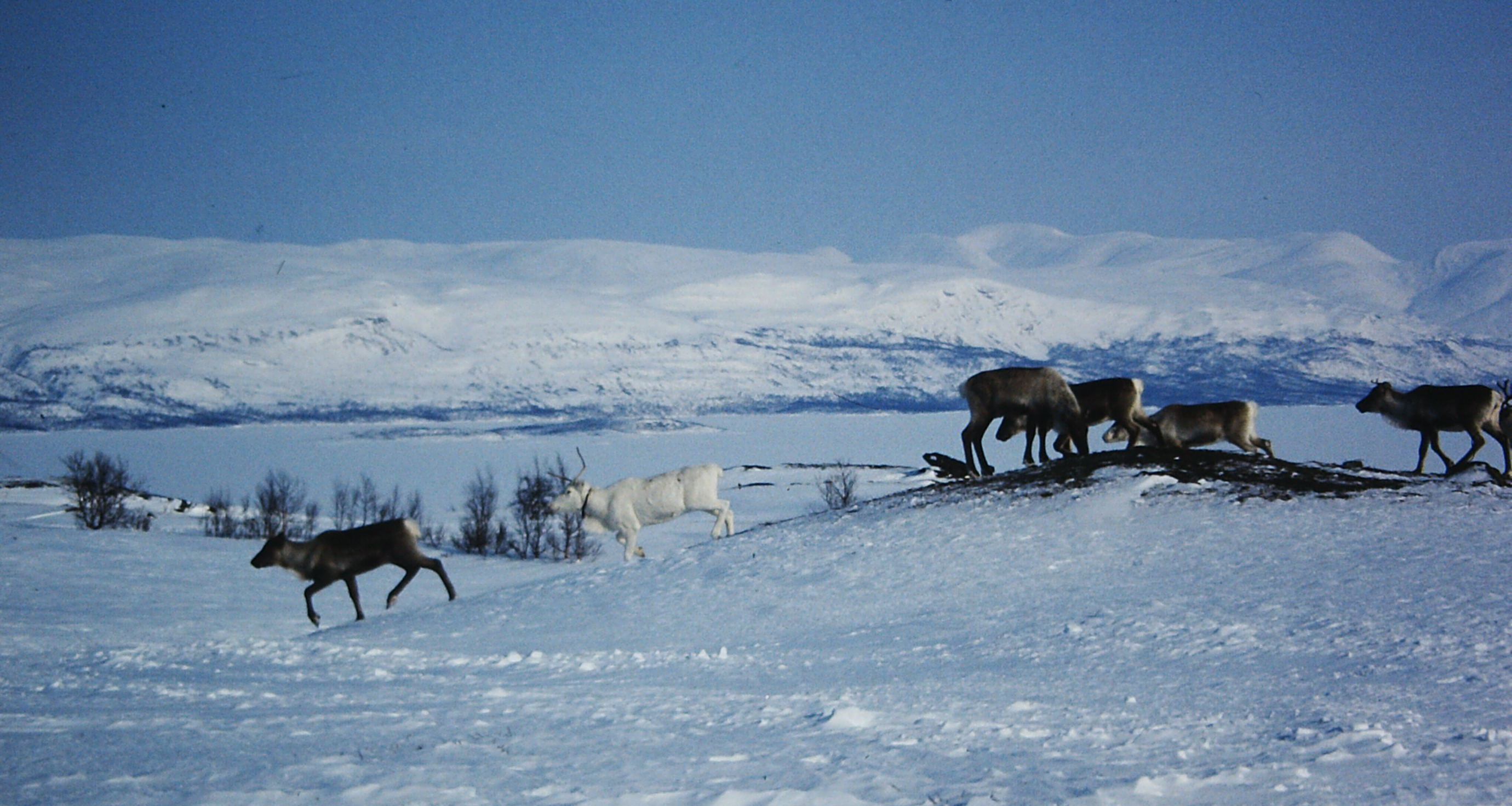
Rentiere am Torneträsk oberhalb Abisko im März 1992
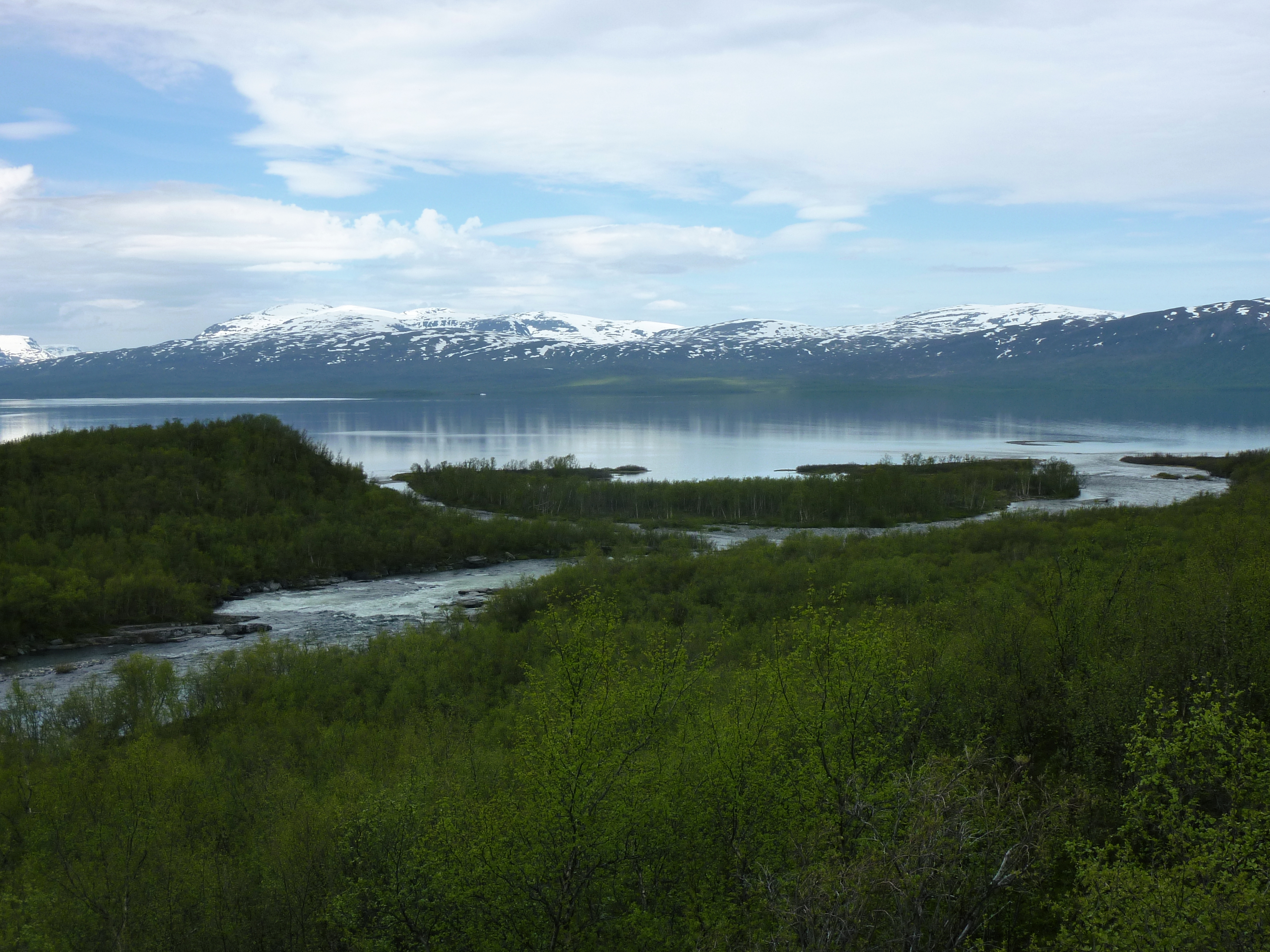
Mündung der Abiskojåkka am Torneträsk bei Abisko